# K4 고속유탄기관총
K4 고속유탄기관총(K4高速榴彈機關銃)는 대한민국 국군이 채택한 유탄발사기다. 미국의 Mk 19 유탄발사기를 기본모델로 하여 한국형으로 설계한 화기이다. 81mm 박격포, 90mm 무반동총과 더불어 대표적인 한국형 보병중대급 운용화기이다.

## 역사
K4고속유탄기관총은 베트남 전쟁 당시 뛰어난 위력의 Mk 19 유탄발사기를 국군이 요구하여 국방과학연구소와 대우정밀(현 S&T모티브)이 Mk.19 mod.1을 참고하여 독자 개량 개발하였다.

## 장비
이오시스템 사의 PVS-05K 주야간감시경을 장착할 수 있다.

## 사용 탄약
K212이중목적 고폭탄, KM383 고폭탄, KM385 연습탄, K222 신형 연습탄을 사용한다. K212이중목적 고폭탄은 약 5cm의 장갑을 관통할 수 있어 경장갑 차량을 파괴하는 데에 사용하며 KM383 고폭탄은 대인용으로 사용한다.